# Yelamu
Els yelamu eren una tribu ohlone de l'àrea de la badia de San Francisco al Nord de Califòrnia.

## Història
Els yelamu vivien a l'extrem nord de la península de San Francisco a la regió que comprèn la Ciutat i Comtat de San Francisco abans de l'arribada dels missioners espanyols en 1769. Els primers quatre yelamu que es van convertir al cristianisme van ser batejats pel pare Palou i el Pare Santa Maria entre els anys 1777 i 1779. Foren absorbits per la Missió de San Francisco de Asís que fou fundada en 1776 pels espanyols, i esdevingueren alguns dels primers "indis de missió".
Després de dues generacions de contacte amb els europeus els efectes de la colonització i l'activitat missionera, incloent les malalties i la pèrdua del seu model econòmic tradicional, van portar al poble yelamu a l'extinció.

## Viles
Els yelamu tenien cinc viles, algunes de les quals foren enregistrades pels missioners espanyols circa 1769:
- Amuctac - vora l'actual Visitacion Valley[1]
- Chutchui - Vora el lloc de l'actual Missió de Dolores a San Francisco[2]
- Petlenuc - vora el Presidi de San Francisco[1]
- Sitlintac - a la vall de Mission Creek a San Francisco[1]
- Tubsinta - vora l'actual Visitacion Valley[1]